# Hermann Hubacher
Hermann Hubacher (Biel, 1 augustus 1885 – Zürich, 18 november 1976) was een Zwitserse beeldhouwer, schilder en graficus.

## Leven en werk
Hubacher volgde een kunstopleiding aan het Technikum Biel in zijn geboortestad en studeerde in 1905 aan de École des beaux arts in Genève. Aansluitend bezocht hij van 1906 tot 1907 de kunstacademie in Wenen en werkte hij van 1908 tot 1909 in het atelier van de beeldhouwer James Vibert. Hij had van 1909 tot 1910 een eigen atelier in München. Naast zijn academische studie maakte hij studiereizen naar Italië (onder andere Venetië en Florence) voor 1907, Frankrijk (onder andere Parijs) van 1910 tot 1912 en Egypte in 1929/1930.
De kunstenaar woonde en werkte vanaf 1916 in de zomer eerst in Oberhofen (tot 1920) en daarna in het dorp Faulensee aan de Thunersee en in de winter in Zürich. Hubacher werd in 1938 gekozen voor deelname aan de Biënnale van Venetië en won de eerste prijs in de afdeling beeldhouwkunst. In 1944 kreeg hij de Kunstpreis der Stadt Zürich en in 1959 de Kunstpreis der Stadt Biel. In 1945 werd hem een eredoctoraat verleend aan de Universiteit Zürich.

## Werken in de openbare ruimte (selectie)
- Brunnen mit Nymphen (1914), Kunsthaus Zürich
- Badende (1923), terrasse Parlamentsgebäude in Bern
- Rundbrunnen (1928/29), Imfeldstrasse in Zürich
- Aphrodite (1935), Amtshaus Walche in Zürich
- Grosse Badende (1937), Stadtgarten in Winterthur
- Buste General Guisan (1940), Bundeshaus in Bern
- Ganymede - Entführung in den Olymp (1952), Bürkliplatz in Zürich[1]
- Kammende baadster[2], (1958), rosarium van het Goffertpark in Nijmegen
- Buste Albert Einstein (1959), ETH Hönggerberg in Zürich
- Die Dornauszieherin[3][4] (1962), Botanischer Garten der Universität Zürich
- Sitzende[5] (19??), Seefeldquai in Zürich-Seefeld
- Bronzen sculpturen (19??), Eidgenössische Bank in Bern
- Bronzen sculpturen (19??), Universiteit van Genève in Genève

## Fotogalerij

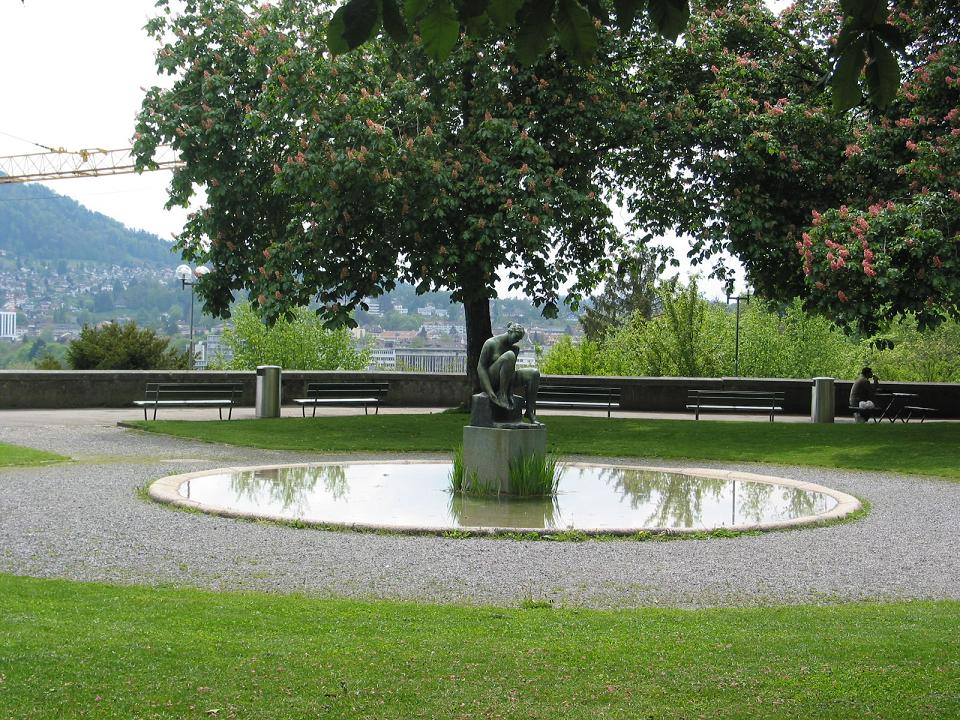
Badende (1923, Bern
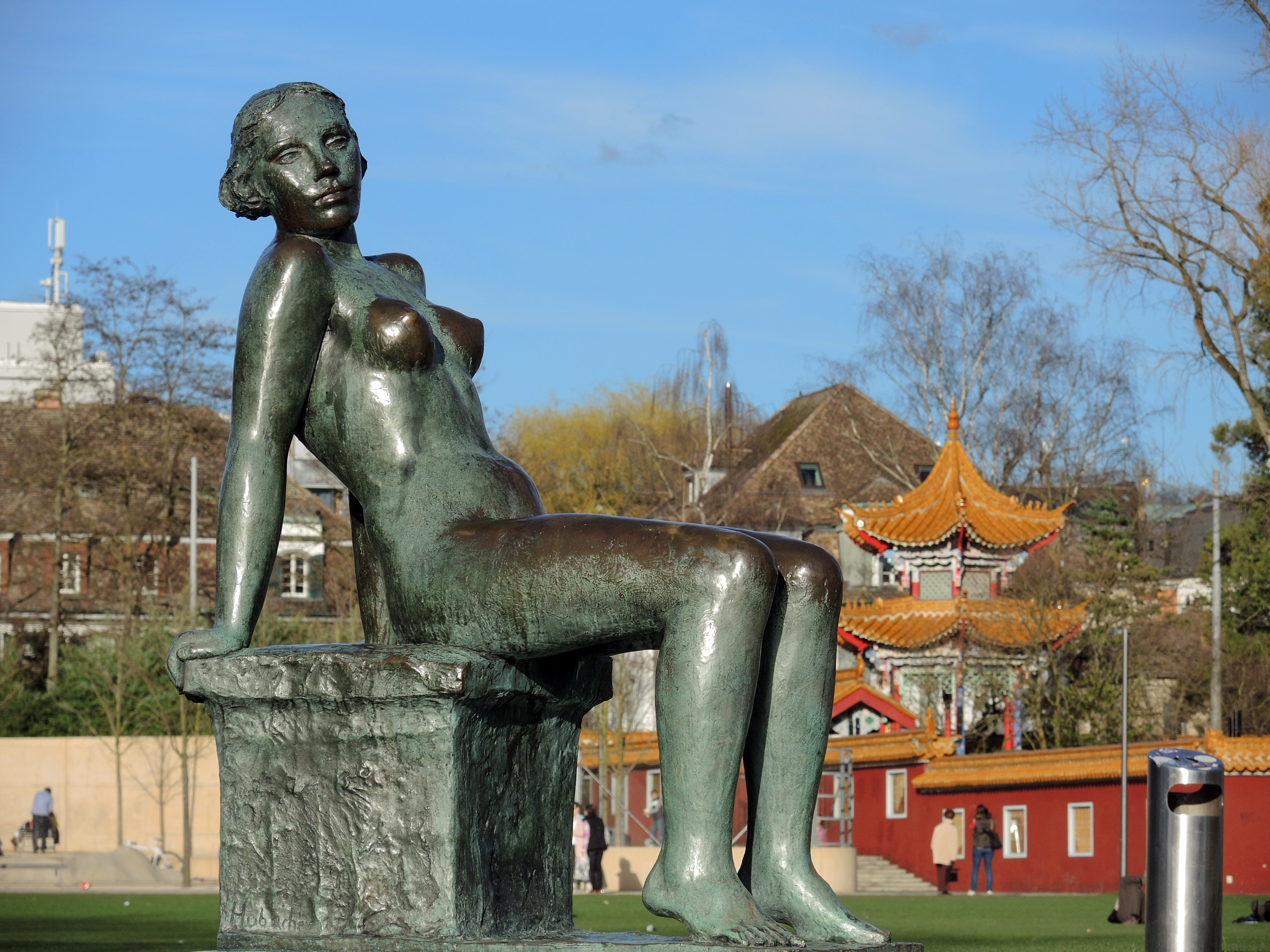
Sitzende, Zürich
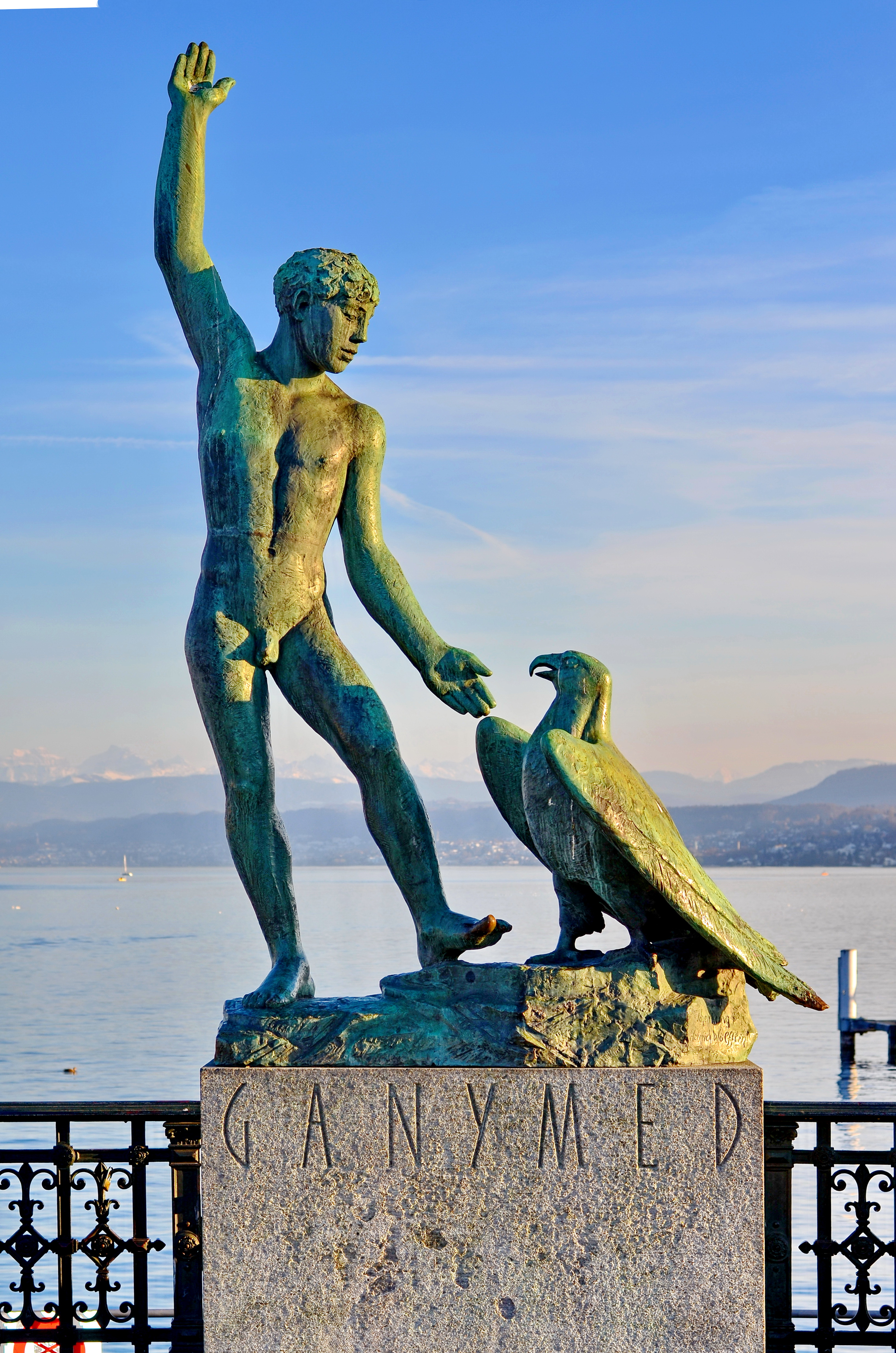
Ganymede, Zürich
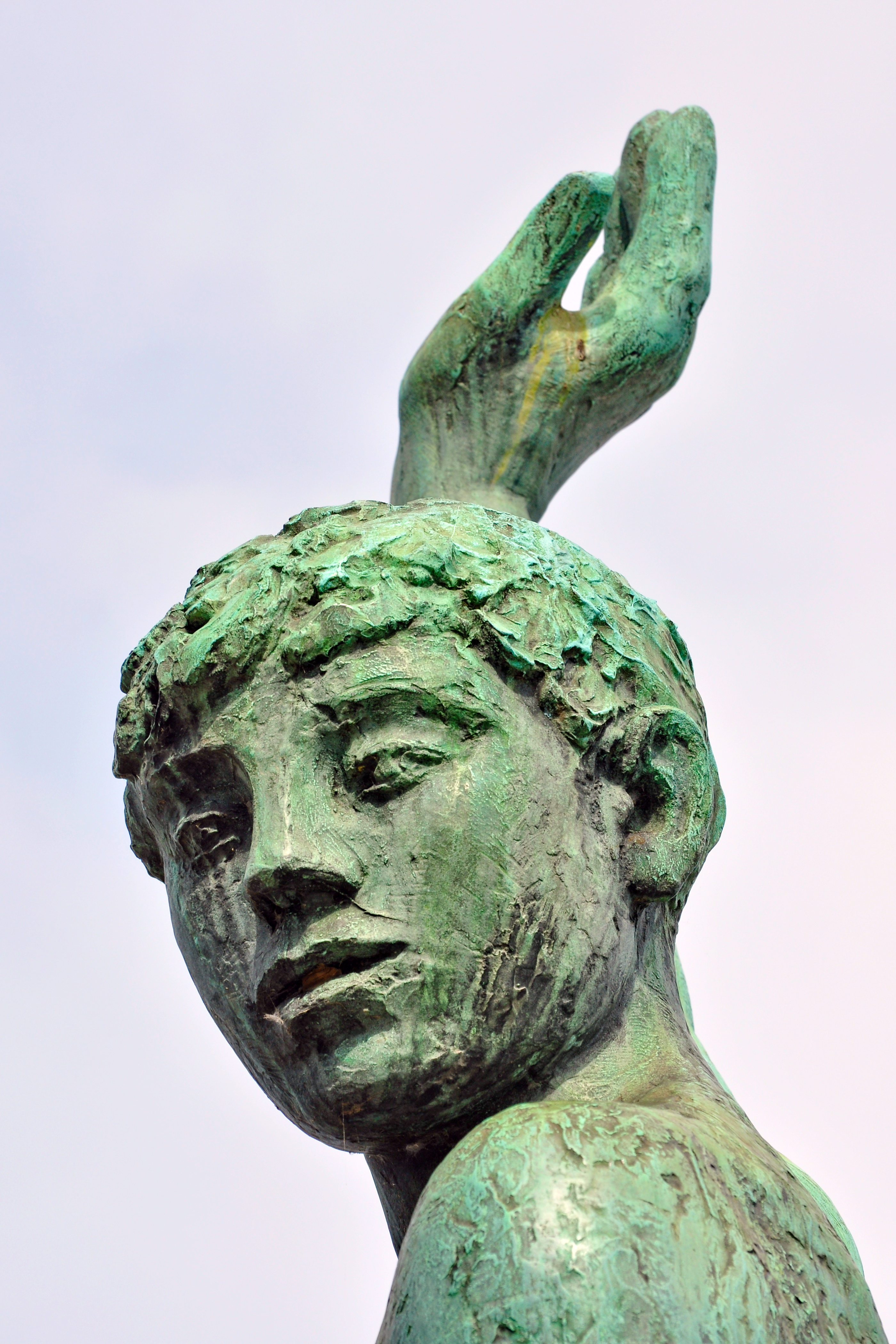
Ganymede (detail)